# Таблиця Орлової
Таблиця Орлової — оптометрична таблиця, визначає гостроту зору подібно до таблиці Сівцева, однак на відстані 2,5 метра і виключно для дітей, які ще не знають алфавіту. 

## Опис
На 12-ти рядках таблиці зображені різні геометричні форми, фігури тварин і силуети рослин.